# زنی که سر یک گربه فریاد می‌زند

جفت تصویر مرکزی در میم

زنی که سر یک گربه فریاد می‌زند (به انگلیسی: Woman yelling at a cat) یک میم اینترنتی است که برای اولین بار در پستی توسط کاربر توییتر (@MISSINGEGIRL) در ۱ مه ۲۰۱۹ استفاده شد. این تصویر دو تصویر را در کنار هم قرار داده است: در سمت چپ، تصویری از «پارتی ساحلی مالیبو از جهنم»، اپیزودی از «زنان خانه دار واقعی بورلی هیلز»، که عضو بازیگران را به تصویر می‌کشد (در این صحنه تیلور آرمسترانگ گریه می‌کند). و تصویری که در ژوئن ۲۰۱۸ در تامبلر آپلود شد، گربه ای را از اتاوا، انتاریو، نشان می‌دهد که پشت میز شام همراه یک سالاد با حالتی به ظاهر مبهوت شده نشسته است.